# Corinna bulbula
Corinna bulbula is een spinnensoort uit de familie van de loopspinnen (Corinnidae).
De wetenschappelijke naam van de soort werd in 1899 gepubliceerd door Frederick Octavius Pickard-Cambridge.